# Georges Canguilhem
Georges Canguilhem [žorž kangilem] (4. června 1904 Castelnaudary u Toulouse – 11. září 1995 Marly-le-Roi u Paříže) byl francouzský lékař, filosof a historik vědy.

## Život
Od roku 1924 studoval Canguilhem na École normale supérieure, společně s J.-P. Sartrem a R. Aronem. Po ukončení učil filosofii na různých gymnáziích a v Toulouse začal studovat medicínu. Roku 1941 byl přijat na univerzitu Štrasburk, která tehdy sídlila v Clermont-Ferrand, a 1943 promoval jako lékař. Výrazně se podílel na francouzském odboji a ve velké bitvě na Mont Mouchet v červnu 1944 velel polní nemocnici. Roku 1948 se stal děkanem filosofické fakulty ve Štrasburku a roku 1955 byl povolán na Sorbonnu jako nástupce Gastona Bachelarda ve funkci ředitele Ústavu pro dějiny věd, kterou zastával až do svého emeritování v roce 1971. Mezi jeho žáky byli například Michel Foucault, Pierre Bourdieu, Jacques Derrida a Gilles Deleuze. Jako dlouholetý inspektor pro výuku filosofie a předseda příslušné zkušební komise měl velký vliv na výuku filosofie ve Francii. Roku 1987 byl vyznamenán Zlatou medailí CNRS.

## Dílo
Canguilhem se zabýval hlavně otázkami vědeckého poznání, filosofií biologických věd a dějinami vědy. Jeho nejvýznamnější publikace jsou „Normální a patologické“ (Le normal et le pathologique, 1943 a 1966), „Poznávání života“ (La connaissance de la vie, 1952) a „Studie z dějin a filosofie věd o živém“ (Études d´histoire et de la philosophie des sciences concernant les vivants et la vie, 1968), které byly přeloženy do několika jazyků. Zabýval se také otázkou poměru mezi mozkem a myšlením, dějinami pojmu reflexu a představy zdraví.

### Primární literatura
- G. Canguilhem, Poznávání života, Karolinum, 2017.
- G. Canguilhem, Normální a patologické (připravuje nakl. Karolinum)

### Sekundární literatura
- Georges Canguilhem a myšlení živého, Grimmich Šimon, Lockenbauer Jan, Šarkadyová Lucie (ed.), Pavel Mervart, 2020.